# SensCritique
Pour les articles homonymes, voir sens critique.
SensCritique est un site web francophone culturel. Le site propose de découvrir, de noter et d'écrire des critiques d'œuvres culturelles appartenant aux domaines des films, séries télévisées, livres, bandes dessinées (y compris mangas), albums et morceaux musicaux, et jeux vidéo.

## Historique
Après la vente de Gamekult en 2007 puis leur départ de l'équipe du site en 2008, Kevin Kuipers, Guillaume Boutin et Clément Apap commencent à travailler à un nouveau projet de site web de partage d'avis sur des films, livres et jeux vidéo. Le site ouvre en mars 2010, d'abord en version bêta privée sur invitation jusqu'en décembre de la même année.
Fin 2011, le site compte 35 000 inscrits, 200 000 critiques et six millions d'œuvres notées.
Fin 2014, il compte 250 000 utilisateurs, dont plus de la moitié inscrits cette même année.
En janvier 2015, le site fait partie, avec AlloCiné, Première et Télérama, des quatre plates-formes choisies par le CNC comme partenaires dans le lancement de son moteur de recherche listant les offres VOD.
Début 2022, le site compte 1,3 million d'inscrits et 110 millions d'avis. Il est alors consulté par six millions de visiteurs uniques chaque mois.

## Fonctionnement
SensCritique se construit exclusivement sur la pratique critique et évaluative de biens culturels, on ne peut rien y acheter directement.
La plateforme se présente comme un réseau social puisque l'on peut choisir les gens que l'on veut suivre (les « éclaireurs »), en faisant un « versus » afin de déterminer les affinités avec le membre. C'est en cela que la plateforme adopte un schéma identique au réseau social, structuré autour de l'idée de sérendipité.

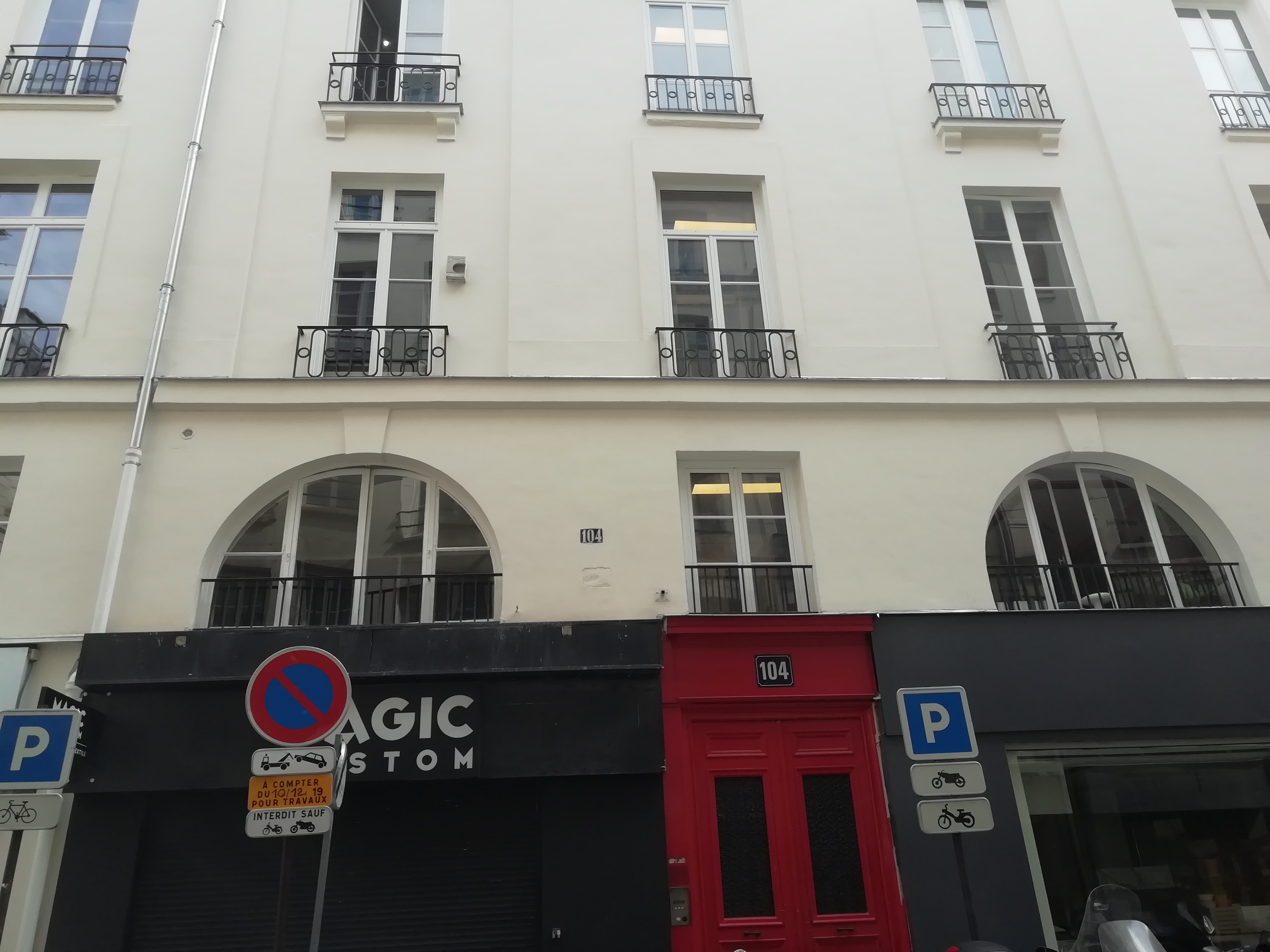
Le siège de SensCritique.

Le principe du service est d'aiguiller l'utilisateur vers des contenus susceptibles de lui plaire, et qu'il n'aurait pas découvert sans l'aide de ses éclaireurs. La plateforme s'organise comme un espace de navigation et d'interaction relativement clos sur lui-même — les membres discourent et évaluent entre eux, les produits ne sont là qu'en référence aux notes qui leur sont attribuées. Si les internautes non inscrits peuvent accéder aux notations et aux critiques, le site reste un dispositif complexe qui nécessite un certain engagement pour en maîtriser tous les aspects (cela évite notamment les pratiques de notation intéressées visant seulement à augmenter la notoriété d'une œuvre). Un niveau d'activité avéré (200 notes) est également nécessaire pour avoir accès à certaines fonctionnalités comme le « versus ». Les évaluations sont omniprésentes et apparaissent sous diverses formes dès la page principale (note, étoile, histogramme, moyenne, like, etc.).

## Siège
Son siège se situe dans les locaux du 12 Rue Turgot, dans le 9e arrondissement.